# Santiago de Calatrava
Este artículo trata sobre el municipio jiennense. Para el arquitecto valenciano, véase Santiago Calatrava.
Santiago de Calatrava es una localidad y municipio español situado en la parte occidental de la comarca Metropolitana de Jaén, en la provincia de Jaén. Limita con los municipios jienenses de Higuera de Calatrava, Torredonjimeno y Martos; y con los municipios cordobeses de Baena y Valenzuela.
El municipio santiagueño comprende el núcleo de población de Santiago de Calatrava —capital municipal— y diversos diseminados. Tiene una población de 657 habitantes (INE 2024).

## Historia
En Santiago de Calatrava se han hallado vestigios arqueológicos de la época romana y árabe, lo que certifica la presencia en su territorio de población romana y árabe, de ahí su ancestral historia y cultura. Tras la entrega de las fortalezas de Martos al Reino de Castilla en 1225, el rey Fernando III dona Martos y su término a la Orden Religiosa-Militar de Calatrava en 1228. Martos fue designada por la Orden de Calatrava Cabeza del Partido del Andalucía, constituyéndose las Encomiendas de Martos y la del Víboras, que comprendían la propia Villa de Martos, la Villa de Torreximeno, el anexo de Xamilena, el Lugar de Santiago, la Figuera de Martos, la Torre de Alcázar y de Venzalá, el monte de Lope Álvarez, unas 200 yugadas en la heredad de Arjona y la Villa de Porcuna, esta última se haría efectiva su entrega a la Orden de Calatrava cuando fuese conquistada a los árabes.
Se cree que el lugar de Santiago recibió este nombre de los caballeros de la Orden de Santiago. Como lugar de frontera el pueblo se vio afectado por las razzias que desde el reino nazarí de Granada se lanzaban contra los territorios de la Orden de Calatrava, destacando la del 29 de septiembre de 1471 que asoló las entonces Higuera de Martos y Santiago.
A la muerte del maestre García López de Padilla el maestrazgo de la Orden de Calatrava pasó a manos de la Corona de Castilla, así que las villas y lugares pasaron a ser posesiones del rey. La jurisdicción de la villa de Martos duró hasta que el alcalde ordinario del Lugar de Santiago don Fernando Merchante solicitó, en fecha 18 de junio de 1551, la independencia de Santiago de la Villa de Martos, petición que fue atendida por el rey Felipe II el 20 de enero de 1593, previo pago de una elevada cantidad de doblas en oro que pagaron los ciudadanos de Santiago a la corona de Castilla, pasando a denominarse con el actual nombre de Santiago de Calatrava, con municipio propio, como al día de hoy sigue.
En el siglo XVI un grupo de vecinos de Santiago acudieron como repobladores de la villa de Arenas, en Málaga. Algunos de esos repobladores se apellidaban "Pareja", siendo en la actualidad un apellido muy típico de esta localidad de la Axarquía malagueña.
Ya en el siglo XX la Guerra Civil, como en el resto del país, supuso un antes y un después para esta población. En abril de 1939, el Ejército Franquista, aprovechando que la población había sido evacuada durante la guerra, instaló en la localidad un campo de concentración de prisioneros. Según testimonios orales los propios cautivos fueron forzados a rodear el pueblo con alambradas de espino. Se ha documentado el hacinamiento, en condiciones precarias, de 4800 personas allí.

## Geografía
Se encuentra a 386 m de altitud y 44 km al oeste de la capital provincial, lindando con la provincia de Córdoba. Forma parte de la Comarca Metropolitana de Jaén.
Tiene 655 habitantes (según datos del INE de 2022), sobre un término municipal de 47,66 km².

## Geografía humana

### Demografía
Cuenta con una población de 657 habitantes (INE 2024).
| Gráfica de evolución demográfica de Santiago de Calatrava entre 1842 y 2021                                           |
| |
| Población de derecho según los censos de población del INE. Población de hecho según los censos de población del INE. |

## Organización político-administrativa

### Elecciones municipales
| Elecciones municipales desde 1979                     |      |      |      |      |      |      |      |      |      |      |      |      |
|                                                       | 1979 | 1983 | 1987 | 1991 | 1995 | 1999 | 2003 | 2007 | 2011 | 2015 | 2019 | 2023 |
| PSOE                                                  | 3    | 4    | 4    | 5    | 4    | 5    | 4    | 4    | 4    | 4    | 5    | 4    |
| AP/PP                                                 | -    | 5    | 5    | 4    | 3    | 2    | 3    | 2    | 3    | 3    | 2    | 3    |
| PCE/IU                                                | 0    | 0    | 0    | -    | -    | -    | -    | -    | -    | -    | -    | -    |
| PA                                                    | -    | -    | -    | -    | -    | -    | -    | 1    | -    | -    | -    | -    |
| UCD                                                   | 6    | -    | -    | -    | -    | -    | -    | -    | -    | -    | -    | -    |
| ORT                                                   | 0    | -    | -    | -    | -    | -    | -    | -    | -    | -    | -    | -    |
| PTA                                                   | 0    | -    | -    | -    | -    | -    | -    | -    | -    | -    | -    | -    |
| En negrilla el partido más votado                     |      |      |      |      |      |      |      |      |      |      |      |      |
| Fuente:Datos de las elecciones municipales desde 1979 |      |      |      |      |      |      |      |      |      |      |      |      |

### Alcaldía

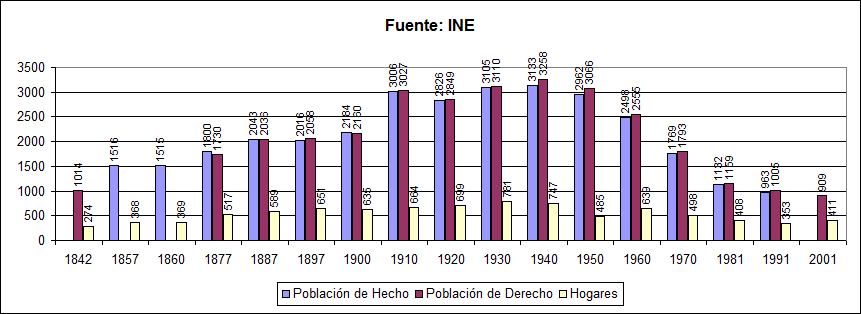
Evolución demográfica de 1842 a 2001

| Periodo   | Nombre                                        | Partido   |
| --------- | --------------------------------------------- | --------- |
| 1979-1983 | Manuel González Gil                           |           |
| 1983-1987 | Miguel Ruiz Siles                             | 1983-1989 |
| 1987-1991 | José Sánchez Carrasco 1987: Miguel Ruiz Siles | 1983-1989 |
| 1991-1995 | Manuel Velasco Velasco                        |           |
| 1995-1999 | Manuel Velasco Velasco                        |           |
| 1999-2003 | Manuel Velasco Velasco                        |           |
| 2003-2007 | Manuel Velasco Velasco                        |           |
| 2007-2011 | Manuel Velasco Velasco                        |           |
| 2011-2015 | Rocío Zamora Viana                            |           |
| 2015-2019 | Rocío Zamora Viana                            |           |
| 2019-2023 | Rocío Zamora Viana                            |           |
| 2023-act. | Rocío Zamora Viana                            |           |

## Economía
Se trata de un municipio fundamentalmente agrícola cuya economía se basa en el olivo.

## Cultura

### Monumentos
- Iglesia parroquial de Nuestra Señora de la Estrella, templo barroco.
- Antigua Cámara Agraria (Hoy hogar del jubilado).
- Casa Consistorial.

### Fiestas
Las fiestas patronales se celebran el 25 de julio, en honor a su patrón San Sebastián, y la romería de San Isidro se ha celebrado el día 15 de mayo, aunque en la última década se ha optado por la celebración de dicha romería el segundo sábado del mismo mes, en el paraje natural "El Caño".
Cabe destacar su Semana Santa en especial la celebración del Domingo de Resurrección.